# Berthe (La Seyne-sur-Mer)
Pour les articles homonymes, voir Berthe.
Berthe est un grand quartier résidentiel constitué essentiellement d'HLM situé au nord de La Seyne-sur-Mer, dans la banlieue ouest de Toulon. Autrefois « défavorisé », il fait aujourd'hui l'œuvre d'un vaste projet de rénovation urbaine. Berthe est une zone de sécurité prioritaire.

## Histoire
Le quartier Berthe se construit dans les années 1960, avec l'immigration venue pour travailler dans les chantiers navals de La Seyne-sur-Mer.

### Années 1980: dégradation du quartier
Il est très important de retenir que les années 1980 marquent la fin de l’âge d'or des chantiers navals de La Seyne-sur-Mer. Ces chantiers qui ont accueilli jusqu’à 11 000 cadres et ouvriers ont fermé leurs portes en 1989, créant ainsi un chômage de masse dans la cité qui accueillait une grande partie des ouvriers des chantiers.

### Émeutes de 1997 et de 2000
En 1997, à la suite d'un accident de la route, des émeutes ont eu lieu. Des abribus avaient alors été cassés, des voitures incendiées, des échauffourées importantes avaient eu lieu entre la police et des jeunes du quartier. Le samedi après les événements, plus de 200 CRS étaient présents dans la cité.
En 2000, de nouvelles émeutes ont lieu à la suite d'un suicide tragique d'une mère de famille lors d'une interpellation de police.

### Grands projets de rénovation urbaine
Après les émeutes de 2005, de nouvelles dispositions ont été prises dans toute la France pour favoriser les banlieues. Berthe a donc été soumis à de grands projets de rénovation urbaine, sous l'impulsion de l'ANRU, la mairie de La Seyne ainsi que l'Union européenne.

### Années 2010 - Berthe: un quartier dynamique
Berthe a vu à partir de 2010, de nouveaux projets sortir de terre. Une grande médiathèque a en effet vu le jour. Celle-ci a redoré l'image du quartier et contribué à l'égalité des chances. Celle-ci est aussi bien fréquentée par les habitants du quartier que par les habitants des autres quartiers. Cette médiathèque, impulsée par le maire socialiste Marc Vuillemot, a donc participé à une meilleure insertion du quartier dans la commune. Auchan, qui se situe en bordure de Berthe a agrandi sa surface marchande. Après des années de construction, le nouveau centre culturel musulman de La Seyne-sur-Mer a ouvert ses portes en mai 2016.

## Description

### Subdivisions territoriales
Le quartier Berthe est compris dans le canton de La Seyne-sur-Mer-1. Ce canton est depuis 2015 ancré par l’extrême droite. Berthe est vaste et il existe plusieurs divisions territoriales : le Messidor, le Prairial, le Germinal, le Fructidor, le Vendémiaire, et le Floréal.

### Population
Le quartier Berthe regroupe 9 334 habitants en 2013, il est en quartier prioritaire de la politique de la ville. Il comptait un total de 3 356 logements occupés par 354 familles maghrébines en 1985.

### Écoles
Il existe deux écoles maternelles dans le quartier : l'école Jean-Zay et l'école Pierre-Semard et deux écoles primaires : l'école Victor-Hugo et l'école Lucie-Aubrac. Le collège Henri-Wallon près de la médiathèque est celui le plus fréquenté par les jeunes de la cité. Il existe tout près de la cité le lycée Langevin.